# Омнібус (видання)
Омнібус (англ. Omnibus) — збірка, яка містить кілька творів одного автора (або значно рідше декількох авторів, проте, як правило, в одному циклі творів). Зазвичай дві або більше частин книги раніше були опубліковані у вигляді окремих видань.
Випуски омнібус допомагають об'єднати довгі серії чи різні книги певного автора у меншу кількість книг. Ціни зазвичай рівні або менше, ніж ціна покупки кожного видання окремо.